# Каршев (Великопольське воєводство)
Каршев (пол. Karszew) — село в Польщі, у гміні Домб'є Кольського повіту Великопольського воєводства.
Населення — 272 особи (2011).
У 1975-1998 роках село належало до Конінського воєводства.

## Демографія
Демографічна структура станом на 31 березня 2011 року:
|          | Загалом | Допрацездатний вік | Працездатний вік | Постпрацездатний вік |
| -------- | ------- | ------------------ | ---------------- | -------------------- |
| Чоловіки | 147     | 24                 | 109              | 14                   |
| Жінки    | 125     | 26                 | 67               | 32                   |
| Разом    | 272     | 50                 | 176              | 46                   |